# Moreno Hofland
Moreno Hofland (Roosendaal, Países Baixos, 31 de agosto de 1991) é um ciclista neerlandês. Estreia como profissional em 2010 para a equipa Rabobank Continental. Para a temporada de 2019 alinhou pela equipa estadounidense EF Education-NIPPO de categoria UCI WorldTeam.

## Palmarés
- 2011
  - 2 etapas do Kreiz Breizh Elites
  - 1 etapa da Volta a Leão
  - 1 etapa do Tour de l'Avenir

- 2012
  - 1 etapa do Kreiz Breizh Elites
  - 1 etapa do Tour de l'Avenir

- 2013
  - Tour de Hainan, mais 3 etapas

- 2014
  - 1 etapa da Volta à Andaluzia
  - 1 etapa da Paris-Nice
  - Volta Limburg Classic
  - 2 etapas do Tour de Utah
  - 1 etapa do Tour de Hainan

- 2015
  - 1 etapa do Tour de Yorkshire
  - 1 etapa do Ster ZLM Toer

- 2017
  - 3.º no Campeonato Europeu em Estrada 
  - Famenne Ardenne Classic

- 2019
  - 2.º no Campeonato dos Países Baixos em Estrada

## Resultados em Grandes Voltas
| Corrida            | Corrida            | 2010 | 2011 | 2012 | 2013 | 2014 | 2015  | 2016 | 2017  | 2018 | 2019 | 2020 | 2021 |
| ------------------ | ------------------ | ---- | ---- | ---- | ---- | ---- | ----- | ---- | ----- | ---- | ---- | ---- | ---- |
|                    | Giro d'Italia      | —    | —    | —    | —    | —    | 136.º | Ab.  | 139.º | —    | —    | —    | —    |
|                    | Tour de France     | —    | —    | —    | —    | —    | —     | —    | —     | —    | —    | —    | —    |
|                    | Volta a Espanha    | —    | —    | —    | —    | Ab.  | —     | —    | —     | —    | —    | —    | —    |
| Mundial em Estrada | Mundial em Estrada | —    | —    | —    | —    | —    | —     | —    | —     | —    | —    | —    | —    |

—: não participa

Ab.: abandono

## Equipas
- - Rabobank Continental Team (2010-2012)
  - Branco/Belkin/Lotto NL (2013-2016)
  - Blanco Pro Cycling (2013)[1]
  - Belkin-Pro Cycling Team (2013-2014)
  - Team Lotto NL-Jumbo (2015-2016)
  - Lotto Soudal (2017-2018)
  - EF Education First[2] (2019-)
  - EF Education First Pro Cycling Team (2019)
  - EF Pro Cycling (2020)
  - EF Education-NIPPO (2021-)